# Svenska läkare mot kärnvapen
Svenska läkare mot kärnvapen (SLMK) är en förening som har omkring 2 500 svenska läkare och medicinstuderande som medlemmar. SLMK bildades 1981 som en gren av International Physicians for the Prevention of Nuclear War (IPPNW). Huvudföreningen IPPNW tilldelades år 1985 Nobels fredspris. Inom ett par år efter bildandet samlade föreningen 8 000 läkare, ungefär en tredjedel av den dåvarande svenska läkarkåren. Svenska läkare mot kärnvapen driver kampanjen International Campaign to Abolish Nuclear Weapons (ICAN) i Sverige och har även fått Nobels fredspris 2017.

## Målsättning
Svenska läkare mot kärnvapen har som mål att undanröja risken för kärnvapenkrig genom att avskaffa kärnvapnen. Föreningen arbetar genom att sprida saklig och medicinskt-vetenskapligt grundad information om de medicinska effekterna av kärnvapen. Man vill få totalt stopp på kärnvapenproven, man vill att användning av kärnvapen olagligförklaras och man vill få till stånd en konvention som förbjuder kärnvapen.

## Arbetsmetoder
Föreningen arbetar mot kärnvapen med flera olika metoder. Dessa är direkt påverkan av beslutsfattare världen över, aktiv opinionsbildning för nedrustning med hjälp av massmedia i alla världsdelar, arbete i Ryssland med stöd till uppbyggnaden av en läkarorganisation mot kärnvapen, utarbetande av litteratur, internationella, nationella och lokala aktivitetsplaner för både den svenska och den internationella organisationens arbete samt aktivt kampanjande för en konvention som förbjuder kärnvapen genom International Campaign to Abolish Nuclear Weapons. FN:s konvention om kärnvapenförbud trädde i kraft den 22 januari 2021. Svenska läkare mot kärnvapen driver även sidan Lär om kärnvapen.